# 6307 Maiztegui
A 6307 Maiztegui (ideiglenes jelöléssel 1989 WL7) a Naprendszer kisbolygóövében található aszteroida. A Felix Aguilar Obszervatórium fedezte fel 1989. november 22-én.